# Іванющенко Юрій Володимирович
Іваню́щенко Ю́рій Володи́мирович (нар. 21 лютого 1959, Єнакієве, Донецька область, УРСР) — український проросійський політик, депутат Верховної ради України, член фракції Партії регіонів (з листопада 2007), член Комітету з питань паливно-енергетичного комплексу, ядерної політики та ядерної безпеки (з грудня 2007).

## Життєпис
З 1978 по 1980 рік проходив службу у Радянській Армії.
Згідно з офіційною біографією, з 1981 по 1996 рік працював на Єнакіївському коксохімічному заводі майстром електромайстерні, старшим майстром, заступником начальника цеху, заступником головного енергетика, заступником директора з економіки.
З 1996 по 2005 рік — директор з економіки у фірмі «Алві-Інвесг», потім — президент фірми.
З 2005 року по вересень 2007 року — президент ТОВ «УГК-2000».
Освіта: базова вища. з 2003 по 2007 рік навчався у Бердянському університеті економіки та менеджменту, спеціальність: облік та аудит, кваліфікація: бакалавр.
Під час парламентських виборів 2006 року балотувався від партії «Відродження».
Народний депутат України 6-го скликання з листопада 2007 від Партії регіонів, № 111 в списку. На час виборів: президент ТОВ «УГК-2000», безпартійний.
Березень 2006 — кандидат в народні депутати України від Партії «Відродження», № 14 в списку. На час виборів: президент ТОВ «УГК-2000», безпартійний.
За даними українських ЗМІ, Іванющенко — відомий кримінальний авторитет на прізвисько «Юра Єнакіївський».
За даними газети «Експрес», на 25 березня 2013 року він «лідирував» в списку депутатів-прогульників Верховної Ради України 7-го скликання, будучи присутнім лише на одному з семи засідань парламенту.
Станом на 2023 рік, Іванющенко разом зі своєю сім'єю проживають в Монако, куди емігрували близько 10 років назад.

## Розслідування
У ічні 2015 року ГУ по боротьбі з організованою злочинністю МВС України оголосило Іванющенка в розшук. Генпрокуратура підозрює його в організації розтрати чужого майна та незаконному збагаченні в особливо великих розмірах за такими статтями кримінального кодексу України:
- ч. 3 ст. 27 (види співучасників);
- ч. 5 ст. 191 (привласнення, розтрата майна в особливо великих розмірах);
- ч. 3 ст. 368-2 (Незаконне збагачення).

З поля зору правоохоронців він зник 15 грудня 2014 року. Міністр МВС Аваков заявляв, що Іванющенко організовував і фінансував «тітушок», які викрадали і вбивали активістів Євромайдану в лютому 2014 року.
У січні український суд наклав арешт на кошти Іванющенка на 72 млн швейцарських франків на його рахунках у Швейцарії. Генеральна прокуратура заарештувала його рахунки в банках України та автопарк, а для накладення арешту на грошові кошти за кордоном були направлені запити про міжнародно-правової допомоги в Латвію, Монако і Швейцарію.
Депутат ВРУ Олег Недава, який відстоює інтереси Юрія Іванющенка, заявив про незаконність переслідування Іванющенка не дивлячись на те, що у слідства були докази його причетності до ряду злочинів.
28 лютого 2017 року стало відомо Верховний суд України закрив всі кримінальні провадження стосовно Юрія Іванющенка. За твердженням народного депутата Сергія Лещенка, значну роль у припиненні переслідування олігарха зіграли Григорій Суркіс, який є його давнім партнером по бізнесу, і ексглава АП Борис Ложкін.
Прокуратура Одеської області у квітні 2019 року закрила кримінальне провадження № 42015000000000207, стосовно в розтрати «кіотських грошей» і захоплення «7-го кілометра», у якому фігурував екс-нардеп Юрій Іванющенко.
В липні 2019 року Верховний Суд відмовився відкривати касаційне провадження за скаргою заступника генпрокурора на ухвалу Київського апеляційного суду від 03.04.2019, якою залишено в силі ухвалу судді Солом'янського суду Києва Бобровника О. В. (27.01.2016) про закриття кримінального провадження № 42015000000000207 (щодо розкрадання коштів Кіотського протоколу у 2012—2014 рр). Прокуратура намагалася скасувати ухвалу судді Бобровника О. В. три роки.
15 жовтня 2019-го суд Латвії визнав злочинним походження 30 млн $. З початку 2015 року ці гроші знаходяться під арештом за запитом Генеральної прокуратури України. До цього суд Литви вирішив конфіскувати 26 млн $, що належать Іванющенкові.

## Активи
За його власними словами, має офіційно 7-8 млн доларів на рахунку в банку і живе на відсотки. У березні 2014 уряд Швейцарії заморозив активи Юрія Іванющенка, поряд з 28 іншими громадянами України мали відношення до влади.
Має частку в одеському ринку «Сьомий кілометр». У вересні 2011 року придбав 50 % акцій маріупольського Азовмаша. Також з ним пов'язували припинили діяльність в 2014 році українські банки «Даніель» і «Промекономбанк».
У лютому 2014 року були оприлюднені знімки одного з найбільших особняків в Конча-Заспі, площею 8 тис. М2, розташований на території 35 га, який будував Юрій Іванющенко.

## Визнання
- 2011 — № 2 у рейтингу найвпливовіших українців за версією видання «Корреспондент»[20].